# 3D Realms
3D Realms Entertainment ApS (раніше відома як Apogee Software Productions) — це видавець відеоігор, що базується в Ольборзі, Данія. Компанію заснував Скотт Міллер в 1987 році в Гарленді, Техас. Наприкінці 1980-х і на початку 1990-х років компанія популяризувала модель розповсюдження, згідно з якою кожна гра складається з трьох епізодів, причому перший роздається безкоштовно, а інші два треба придбати. Duke Nukem була основною франшизою, створеною компанією для використання цієї моделі, пізніше Apogee видали Commander Keen і Wolfenstein 3D таким же чином.
Apogee прийняли торгову назву 3D Realms у 1996 році, пізніше, в 2008 році, продавши попередню торгову назву і логотип «Apogee Software» Террі Нагі, який створив на їх основі власну компанію Apogee Entertainment. У той час як Apogee зосереджувалися на 2D-платформерах і іграх-головоломках, 3D Realms створювали повністю тривимірні ігри та відмовилися від умовно-безкоштовної моделі розповсюдження.
Після двох значно затриманих ігор, Prey і Duke Nukem Forever, компанія скоротила значну частину свого персоналу і пройшла корпоративну реструктуризацію, залишивши за собою роль видавця. У березні 2014 року компанія була придбана SDN Invest, датською холдинговою компанією та співвласником Interceptor Entertainment. У серпні 2021 року компанію придбали Saber Interactive — дочірня компанія Embracer Group. У березні 2024 року Saber Interactive відокремились від Embracer.

## Історія

### Apogee Software (1987—1996)
Більшість перших ігор компанії розроблених Міллером використовували досить невдалий графічний формат extended ASCII. Такий формат здавався Міллеру популярним, проте видавців нечасто зацікавлювали пропоновані ним ігри, відсутність в молодого розробника вищої освіти чи професійного досвіду в розробці ігор, ще більше ускладнювало ситуацію. У зв'язку з цим він розглядав можливість самостійного друку копій своїх ігор або їх безкоштовне поширення через системи дошок оголошень (BBS), де користувачі добровільно здійснюють пожертвування — модель, відома як умовно-безплатна дистрибуція. Оскільки перша опція здавалася надто дорогою для Міллера, йому довелося вибрати другу, незважаючи на те, що друзі та колеги радили йому не робити цього. Міллер випустив Beyond the Titanic (1986) і Supernova (1987) на умовно-безкоштовній основі, але прибутки з них виявилися досить незначними, приблизно $10 000 за рік для обох ігор разом. Для своєї наступної гри Міллер розробив нову модель розповсюдження, яка отримала назву «модель Apogee», згідно з якою лише частина гри була доступна безкоштовно на BBS, а після завершення ігрової сесії гравець отримував вспливаюче вікно з поштовою адресою Міллера з пропозицією зв'язатися з ним, щоб купити решту гри. Він використав цю модель у Kingdom of Kroz, розбивши гру на три епізоди, перший з яких безплатно виклав на BBS, а два інші залишив для продажу. Випущена 26 листопада 1987 року, Kingdom of Kroz стала першою грою, яка носила ім'я компанії Apogee Software Productions, де Скотт Міллер, її засновник, директор і менеджер, був єдиним працівником. Гра виявилася успішною: Міллеру було надіслано чеки на суму приблизно від $80—100 тисяч. Пізніше Джордж Бруссард приєднався до Міллера, об’єднавши з Apogee свою власну, менш відому ігрову компанію Micro-FX.

### 3D Realms (1996—2009)
З метою створення підрозділу для кожного жанру ігор, які випускала компанія Apogee, було створено дві торгові марки: 3D Realms (засновано в липні 1994 року) і вже неактивна Pinball Wizards. Замість того, щоб публікувати кожну гру під брендом  Apogee, як це було в минулому, метою цієї стратегії було створити окремий бренд для кожного ігрового жанру, щоб кожну нову гру можна було ідентифікувати на основі того, до якого бренду вона належить. Це дозволило Apogee вийти на інші ігрові ринки. Однак наприкінці 1990-х багато з цільових жанрів компанії, як-от платформери або скролл-шутери (які були більшою частиною ранньої діяльності Apogee), повільно вимирали, що зробило цю стратегію недієздатною. Крім того, через збільшення загальної тривалості розробки ігор, видавці випускали свої проєкти значно рідше.
Бренд 3D Realms було створено в 1994 році для нової 3D-гри Terminal Velocity, вже випущених ігор по франшизі Duke Nukem і для продюсування перших ігор франшизи Max Payne від Remedy Entertainment. Бренд Pinball Wizards створили для нового тайтлу пінбол-гри 1997 року Balls of Steel, але з тих пір його більше не використовували. Останньою грою, виданою під брендом Apogee, була Stargunner у 1996 році. З 1998 року всі ігри компанії використовують 3D-рушій, навіть якщо геймплей двовимірний, як у Duke Nukem: Manhattan Project. В результаті 3D Realms замінив Apogee як основний бренд компанії для видавництва ігор.
Бренд Apogee відокремився під назвою Apogee Software, LLC (тепер відомий як Apogee Entertainment) у 2008 році як окрема компанія, що відповідала за дистрибуцію, ремейки та інші розробки, пов'язані зі старими іграми Apogee.

### Корпоративна реструктуризація і судові позови (2009—2014)
Prey була випущена 3D Realms 11 липня 2006 року після одинадцяти років виробничого пекла. Спочатку гра розроблялася компанією 3D Realms, але після кількох років затримок була передана Human Head Studios.
Іншим великим проєктом, над яким працювали 3D Realms, був Duke Nukem Forever, продовження Duke Nukem 3D. Гру було анонсовано в 1997 році, а 6 травня 2009 року через недостатнє фінансування були проведені масові звільнення, в результаті яких була розпущена вся команда розробників, а іншим працівникам було повідомлено про припинення їх працевлаштування в компанії. За словами Міллера, на розробку цього проєкту йшла більша частина коштів компанії, оскільки команда планувала запровадити у Duke Nukem Forever нову технологію 3D-рендерінгу, що призвело до рішення скоротити штат і продати компанію.
14 травня 2009 року було повідомлено, що Take-Two, власники видавничих прав на Duke Nukem Forever, подали позов про порушення контракту проти Apogee Software Ltd (3D Realms) через невиконання умов розробки вищезгаданого тайтлу. Take-Two Interactive звернулися до судді з вимогою про попередню судову заборону, щоб змусити 3D Realms зберегти активи Duke Nukem Forever недоторканими під час судового розгляду. 3 вересня 2010 року компанія Take-Two Interactive оголосили, що розробку гри Duke Nukem Forever було передано компанії Gearbox Software, фактично завершивши участь 3D Realms у розробці цього тайтлу після 12 років розробки. 3D Realms залишилися співрозробниками Duke Nukem Forever через їхню участь у розробці її більшої частини. Однак права на видавництво та ІВ були продані Gearbox, які стали власниками франшизи Duke Nukem. 3D Realms зберегли певні права на попередні тайтли франшизи, але передали їх Gearbox Software у 2015 році.
В квітні 2011 року, в своєму інтерв’ю, Скотт Міллер уточнив, що 3D Realms бере участь у кількох проєктах: «Так, у нас є кілька проєктів, усі досить невеликі — не якісь великі консольні ігри. Як тільки вийде [Duke Nukem Forever] ми, безумовно, інвестуватимемо в інші проєкти та, можливо, в інші перспективні [sic] команди, які торують нові шляхи на менших платформах, таких як смартфони та XBLA. У нас є довга історія інвестицій у молоді, неперевірені команди, починаючи з Id Software, і включаючи інших відомих розробників, таких як Parallax Software (ми були першою студією, що інвестувала в Descent) і Remedy Entertainment (Death Rally і Max Payne). Отже, нам подобається ця модель, і ми будемо продовжувати це робити у майбутньому. Здається, ми добре приглядаємося до неперевірених талантів, які чекають на досвідчене керівництво та фінансування, яке нині важко знайти».
У червні 2013 року 3D Realms подали до суду на Gearbox за несплачені роялті, а також за несплачені гроші за продаж ІВ Duke Nukem. Позов було відкликано у вересні 2013 року, коли 3D Realms вибачилася, оголосивши, що вони вирішили розбіжності, які мали з Gearbox. Після цього 3D Realms продала права на деякі зі своїх старих ігор, що призвело до створення кількох ремейків. Один з них, Rise of the Triad, був розроблений компанією Interceptor Entertainment і виданий Apogee Software, LLC у 2013 році. Ще один ремейк, Shadow Warrior, був розроблений Flying Wild Hog і виданий Devolver Digital у 2013 році.
У лютому 2014 року Gearbox подали до суду на 3D Realms, Interceptor Entertainment і Apogee Software за розробку нової гри під назвою Duke Nukem: Mass Destruction. Gearbox заявили, що все ще є власником прав на цю франшизу, і вони не надавали дозволу на розробку гри. Невдовзі 3D Realms випустили заяву, в якій визнали свою неправоту. Позов було врегульовано в серпні 2015 року, при цьому Gearbox підкреслили, що вони все ще є законним власником ІВ Duke Nukem.

### Нові власники (2014—2021)
2 березня 2014 року було оголошено, що SDN Invest, співвласник Interceptor Entertainment, придбали 3D Realms за нерозголошену суму. Майк Нільсен, засновник і голова SDN Invest, став новим виконавчим директором 3D Realms. Того ж року 3D Realms перемістили свою штаб-квартиру в Ольборг, Данія.
У травні 2014 року 3D Realms оголосили, що працюють над новою грою під назвою Bombshell, котра була випущена 29 січня 2016 року.
У 2017 році 3D Realms оголосили про повернення до розробки Shadow Stalkers з запланованим вікном релізу в 2018 році для платформ PlayStation 4, Microsoft Windows, Mac і Linux. Берні Столар і Джордан Фрімен з ZOOM Platform, Скотт Міллер з 3D Realms і актор Пірс Броснан були пов'язані з проєктом. Наразі жодних релізів не було. Однак кадри та зображення голосового запису були оприлюднені Фріменом і ZOOM Platform. Вищезазначені кадри та фотографії включають акторів і коміків Енді Діка, Брюса Дерна, Крістіана Еріксона, Річа Воса та співака Себастьяна Баха. Реліз пізніше був призначений на 2020 рік без участі 3D Realms.
28 лютого 2018 року 3D Realms анонсували гру Ion Maiden, приквел Bombshell, розроблену Voidpoint на рушії Build Engine від Кена Сільвермана. У травні 2019 року хеві-метал гурт Iron Maiden висунув на компанію позов про порушення прав на торговельну марку на суму $2 млн — вони стверджували, що назва Ion Maiden «майже ідентична торговельній марці Iron Maiden за зовнішнім виглядом, звучанням і загальним комерційним враженням» і «намагається використати славу Iron Maiden для власної користі». Компанія заявила, що «перегляне свої варіанти, коли отримає офіційне повідомлення про позов, і прийме необхідні рішення в належний час». У липні 2019 року 3D Realms і Voidpoint змінили назву «Ion Maiden» на «Ion Fury», щоб припинити судовий процес. Ion Fury вийшла 15 серпня 2019 року, отримавши позитивний прийом від критиків.

### Придбання компанією Embracer Group (2021—теперішній час)
У серпні 2021 року Embracer Group оголосили про придбання 3D Realms та ще декількох компаній у рамках спільної угоди на $313 млн. Оперативна група холдингу Saber Interactive стала материнською компанією 3D Realms. У березні 2024 року Saber Interactive була продана новій, заснованій Метью Карчем компанії, Beacon Interactive. Разом із Saber в угоду увійшли їхні численні студії, включно з 3D Realms.

## Розроблені відеоігри
Багато ігор, опублікованих під брендом Apogee, були випущені як набір окремих епізодів, які можна було придбати та грати окремо. У списку наведені ігри, в яких епізодам присвоювались окремі назви, замість номерів.
| Рік  | Назва | Платформи                                                                         | Розробник                                                   | Дж.    |
| ---- | --- | --------------------------------------------------------------------------------- | ----------------------------------------------------------- | ------ |
| 1986 | Puzzle Fun-Pak (Asteroids Rescue, Block Five, Maze Machine, Phrase Master)                                                     | MS-DOS                                                                            | Apogee                                                      | [ 29 ] |
| 1986 | Adventure Fun-Pak (Night Bomber, Raiders of the Forbidden Mine, Rogue Runner, The Thing)                                       | MS-DOS                                                                            | Apogee                                                      | [ 29 ] |
| 1986 | Beyond the Titanic | MS-DOS                                                                            | Apogee                                                      | [ 29 ] |
| 1987 | Supernova | MS-DOS                                                                            | Apogee                                                      | [ 29 ] |
| 1987 | The Kroz Trilogy (Kingdom of Kroz, Caverns of Kroz, Dungeons of Kroz)                                                          | MS-DOS                                                                            | Apogee                                                      | [ 29 ] |
| 1988 | Word Whiz | MS-DOS                                                                            | Apogee                                                      | [ 29 ] |
| 1988 | Trek Trivia | MS-DOS                                                                            | Apogee                                                      | [ 29 ] |
| 1988 | Trivia Whiz | MS-DOS                                                                            | Micro F/X Software                                          | [ 29 ] |
| 1988 | Next Generation Trivia | MS-DOS                                                                            | Micro F/X Software                                          | [ 29 ] |
| 1989 | The Thor Trilogy (Caves of Thor, Realm of Thor, Thor's Revenge)                                                                | MS-DOS                                                                            | Scenario Software                                           | [ 29 ] |
| 1990 | The Lost Adventures of Kroz | MS-DOS                                                                            | Apogee                                                      | [ 30 ] |
| 1990 | Monuments of Mars (First Contact, The Pyramid, The Fortress, The Face)                                                         | MS-DOS                                                                            | Scenario Software                                           | [ 31 ] |
| 1990 | The Super Kroz Trilogy (Return to Kroz, Temple of Kroz, The Final Crusade of Kroz)                                             | MS-DOS                                                                            | Apogee                                                      | [ 32 ] |
| 1990 | Pharaoh's Tomb (Raiders of the Lost Tomb, Pharaoh's Curse, Temple of Terror, Nevada's Revenge)                                 | MS-DOS                                                                            | Micro F/X Software                                          | [ 33 ] |
| 1990 | Commander Keen in Invasion of the Vorticons (Marooned on Mars, The Earth Explodes, Keen Must Die!)                             | MS-DOS                                                                            | id Software                                                 | [ 34 ] |
| 1991 | Dark Ages (Prince of Destiny, The Undead Kingdom, Dungeons of Doom)                                                            | MS-DOS                                                                            | Scenario Software                                           | [ 35 ] |
| 1991 | Jumpman Lives! | MS-DOS                                                                            | Shamusoft Designs                                           | [ 36 ] |
| 1991 | Duke Nukem | MS-DOS                                                                            | Apogee                                                      | [ 37 ] |
| 1991 | Paganitzu (Romancing the Rose, The Silver Dagger, Jewel of the Yucatan)                                                        | MS-DOS                                                                            | Trilobyte                                                   | [ 38 ] |
| 1991 | Arctic Adventure | MS-DOS                                                                            | Apogee                                                      | [ 39 ] |
| 1991 | Crystal Caves (Troubles with Twibbles, Slugging it Out, Mylo Versus the Supernova)                                             | MS-DOS                                                                            | Apogee                                                      | [ 29 ] |
| 1991 | Commander Keen in Goodbye, Galaxy (Secret of the Oracle, The Armageddon Machine)                                               | MS-DOS                                                                            | id Software                                                 | [ 40 ] |
| 1992 | Secret Agent (The Hunt for Red Rock Rover, Kill Again Island, Dr. No Body)                                                     | MS-DOS                                                                            | Apogee                                                      | [ 29 ] |
| 1992 | Cosmo's Cosmic Adventure | MS-DOS                                                                            | Apogee                                                      | [ 29 ] |
| 1992 | Word Rescue (Visit Gruzzleville and the Castle, Explore GruzzleBad Caverns, See the Spooky Haunted House)                      | MS-DOS                                                                            | Redwood Games                                               | [ 41 ] |
| 1992 | Wolfenstein 3D (Escape from Castle Wolfenstein, Operation: Eisenfaust, Die, Führer, Die!)                                      | MS-DOS                                                                            | id Software                                                 | [ 42 ] |
| 1992 | Math Rescue (Visit Volcanoes and Ice Caves, Follow the Gruzzles into Space, See Candy Land)                                    | MS-DOS                                                                            | Redwood Games                                               | [ 41 ] |
| 1993 | ScubaVenture: The Search for Pirate's Treasure                                                                                 | MS-DOS                                                                            | Apogee                                                      | [ 43 ] |
| 1993 | Major Stryker (Lava Planet, Arctic Planet, Desert Planet)                                                                      | MS-DOS                                                                            | Apogee                                                      | [ 44 ] |
| 1993 | Monster Bash | MS-DOS                                                                            | Apogee                                                      | [ 29 ] |
| 1993 | Bio Menace (Dr. Mangle's Lab, The Hidden Lab, Master Cain)                                                                     | MS-DOS                                                                            | Apogee                                                      | [ 29 ] |
| 1993 | Alien Carnage (Sewers, Factory, Office Block, Alien Ship)                                                                      | MS-DOS                                                                            | Interactive Binary Illusions, SubZero Software              | [ 45 ] |
| 1993 | Duke Nukem II | MS-DOS                                                                            | Apogee                                                      | [ 46 ] |
| 1993 | Blake Stone: Aliens of Gold (Star Institute, Floating Fortress, Underground Network, Star Port, Habitat 11, Satellite Defense) | MS-DOS                                                                            | JAM Productions                                             | [ 47 ] |
| 1994 | Raptor: Call of the Shadows (Bravo Sector, Tango Sector, Outer Regions)                                                        | MS-DOS                                                                            | Cygnus Studios                                              | [ 48 ] |
| 1994 | Hocus Pocus (Time Tripping, Shattered Worlds, Warped and Weary, Destination Home)                                              | MS-DOS                                                                            | Moonlite Software                                           | [ 49 ] |
| 1994 | Mystic Towers (Rimm, Tor Korad, Nortscar, Wolf's Den, Ebonscarp, Marchwall)                                                    | MS-DOS                                                                            | Animation F/X                                               | [ 50 ] |
| 1994 | Wacky Wheels | MS-DOS                                                                            | Beavis Soft                                                 | [ 51 ] |
| 1994 | Blake Stone: Planet Strike | MS-DOS                                                                            | JAM Productions                                             | [ 52 ] |
| 1994 | Boppin (Bothersome Hunnybunz, Significant Other of Hunnybunz, Love Child of Hunnybunz, Hunnybunz Defrocked)                    | MS-DOS                                                                            | Accursed Toys                                               | [ 53 ] |
| 1994 | Rise of the Triad (Approach, Monastery, Caves Below, The Slow and the Dead)                                                    | MS-DOS                                                                            | Apogee                                                      | [ 29 ] |
| 1995 | Terminal Velocity | MS-DOS                                                                            | Terminal Reality                                            | [ 54 ] |
| 1995 | Realms of Chaos (Revolt of the Myraal, The Goblin Plague, Foray into Fire)                                                     | MS-DOS                                                                            | Apogee                                                      | [ 29 ] |
| 1995 | Xenophage: Alien Bloodsport | MS-DOS                                                                            | Argo Games                                                  | [ 55 ] |
| 1996 | Duke Nukem 3D (L.A. Meltdown, Lunar Apocalypse, Shrapnel City)                                                                 | MS-DOS                                                                            | 3D Realms                                                   | [ 56 ] |
| 1996 | Death Rally | MS-DOS                                                                            | Remedy Entertainment                                        | [ 57 ] |
| 1996 | Stargunner (Scout Mission, Stellar Attack, Terran Assault, Aquatic Combat)                                                     | MS-DOS                                                                            | Apogee                                                      | [ 29 ] |
| 1997 | Shadow Warrior (Enter the Wang, Code of Honor)                                                                                 | MS-DOS                                                                            | 3D Realms                                                   | [ 58 ] |
| 1997 | Balls of Steel | Windows                                                                           | Wildfire Studios                                            | [ 59 ] |
| 2001 | Max Payne (The American Dream, A Cold Day in Hell, A Bit Closer to Heaven)                                                     | Windows                                                                           | Remedy Entertainment                                        | [ 60 ] |
| 2003 | Max Payne 2: The Fall of Max Payne (The Darkness Inside, A Binary Choice, Waking Up from the American Dream)                   | Windows, PlayStation 2, Xbox                                                      | Remedy Entertainment                                        | [ 61 ] |
| 2004 | Duke Nukem Mobile | Мобільні телефони, Tapwave Zodiac                                                 | Machineworks Northwest                                      | [ 62 ] |
| 2005 | Duke Nukem Mobile II: Bikini Project                                                                                           | Мобільні телефони, Tapwave Zodiac                                                 | Machineworks Northwest                                      | [ 63 ] |
| 2006 | Prey | Windows, Xbox 360                                                                 | 3D Realms, Human Head Studios                               | [ 64 ] |
| 2011 | Duke Nukem Forever | Windows, macOS, PlayStation 3, Xbox 360                                           | 3D Realms, Triptych Games, Gearbox Software, Piranha Games  | [ 65 ] |
| 2016 | Bombshell | Windows                                                                           | Interceptor Entertainment                                   | [ 66 ] |
| 2016 | Rad Rodgers: World One | Windows                                                                           | Interceptor Entertainment                                   | [ 67 ] |
| 2018 | Graveball | Windows                                                                           | Goin' Yumbo Games                                           | [ 68 ] |
| 2018 | ZIQ | Windows, macOS, Nintendo Switch                                                   | Midnight Sea Studios                                        | [ 69 ] |
| 2019 | Ion Fury | Windows, macOS, Linux, PlayStation 4, Nintendo Switch, Xbox One                   | Voidpoint                                                   | [ 70 ] |
| 2020 | Ghostrunner | Windows, PlayStation 4, Xbox One                                                  | One More Level, Slipgate Ironworks                          | [ 71 ] |
| 2022 | Cultic | Windows                                                                           | Jasozz Games                                                | [ 72 ] |
| 2023 | Kingpin: Reloaded | Windows, PlayStation 4, Xbox One, Nintendo Switch                                 | Xatrix Entertainment, Slipgate Ironworks                    | [ 73 ] |
| 2024 | Wrath: Aeon of Ruin | Windows, macOS, Linux, PlayStation 4, Nintendo Switch, Xbox One                   | KillPixel, 3D Realms                                        | [ 74 ] |
| 2024 | Graven | Windows, PlayStation 4, PlayStation 5, Xbox One, Xbox Series X/S, Nintendo Switch | Slipgate Ironworks                                          | [ 75 ] |
| 2024 | Ripout | Windows, PlayStation 5, Xbox Series X/S                                           | Pet Project Games                                           | [ 76 ] |
| 2024 | Phantom Fury | Windows, PlayStation 5, Xbox Series X/S, Nintendo Switch                          | Slipgate Ironworks                                          | [ 77 ] |
| 2025 | Tempest Rising | Windows                                                                           | Slipgate Ironworks, 2B Games                                | [ 78 ] |
| ЩНВ  | Core Decay | Windows                                                                           | Ivar Hill, Slipgate Ironworks                               | [ 79 ] |
| ЩНВ  | SiN: Reloaded | Windows                                                                           | Ritual Entertainment, Nightdive Studios, Slipgate Ironworks | [ 80 ] |
| ЩНВ  | Combustion | Windows                                                                           | Retro Dungeon                                               | [ 81 ] |

Кілька додаткових ігор та їх ремейків, особливо по франшизі Duke Nukem, було створено з наданням ліцензії 3D Realms, але без їх участі, як розробника чи видавця.
| Рік  | Назва                         | Платформи        | Розробник              | Видавець             | Дж.    |
| ---- | ----------------------------- | ---------------- | ---------------------- | -------------------- | ------ |
| 1998 | Duke Nukem: Time to Kill      | PlayStation      | n-Space                | GT Interactive       | [ 82 ] |
| 1999 | Duke Nukem: Zero Hour         | Nintendo 64      | Eurocom                | GT Interactive       | [ 83 ] |
| 2000 | Duke Nukem: Land of the Babes | PlayStation      | n-Space                | Infogrames           | [ 84 ] |
| 2002 | Duke Nukem: Manhattan Project | Windows          | Sunstorm Interactive   | Arush Entertainment  | [ 85 ] |
| 2002 | Duke Nukem Advance            | Game Boy Advance | Torus Games            | Take-Two Interactive | [ 86 ] |
| 2009 | Prey Invasion                 | iOS              | Machineworks Northwest | Hands-On Mobile      | [ 87 ] |
| 2011 | Duke Nukem: Critical Mass     | Nintendo DS      | Frontline Studios      | Deep Silver          | [ 88 ] |
| 2013 | Shadow Warrior                | Windows          | Flying Wild Hog        | Devolver Digital     | [ 89 ] |
| 2016 | Wacky Wheels HD               | Windows, macOS   | Ferocity 2D            | Ferocity 2D          | [ 90 ] |

Декілька проєктів, розпочатих Apogee/3D Realms як розробником або видавцем, були покинуті до свого завершення. Деякі з них пізніше були завершені іншим розробником або видавцем.
| Рік скасування | Назва                                 | Платформи                                         | Розробник                | Примітки | Дж.    |
| -------------- | ------------------------------------- | ------------------------------------------------- | ------------------------ | --- | ------ |
| 1991           | The Underground Empire of Kroz        | MS-DOS                                            | Apogee                   | | [ 91 ] |
| 1992           | Gateworld                             | MS-DOS                                            | Apogee                   | Після скасування проєкт було завершено компанією Homebrew Software, яка випустила його в 1993 році. | [ 91 ] |
| 1993           | Fantasy 3D                            | MS-DOS                                            |                          | | [ 91 ] |
| 1993           | Cybertank 3D                          | MS-DOS                                            |                          | | [ 91 ] |
| 1993           | Tubes                                 | MS-DOS                                            | Absolute Magic           | Після скасування проєкт було завершено компанією Absolute Magic і видано Software Creations у 1993 році. | [ 91 ] |
| 1993           | BoulderDash 5000                      | MS-DOS                                            |                          | | [ 91 ] |
| 1993           | Nuclear Nightmare                     | Windows                                           |                          | | [ 91 ] |
| 1993           | Angels Five                           | MS-DOS                                            |                          | | [ 91 ] |
| 1993           | The Second Sword                      | MS-DOS                                            | Cygnus Studios           | | [ 91 ] |
| 1993           | Wards of Wandaal                      | MS-DOS                                            |                          | | [ 91 ] |
| 1994           | Megaloman                             | MS-DOS                                            | Apogee                   | | [ 91 ] |
| 1995           | Monster Bash VGA                      | MS-DOS                                            | Apogee                   | | [ 91 ] |
| 1995           | Crazy Baby                            | MS-DOS                                            | Apogee                   | Після скасування проєкт було завершено компанією New Generation Software і видано CDV Software під назвою Clif Danger у 1996 році.                                                                                                   | [ 91 ] |
| 1995           | Fumes                                 | MS-DOS                                            |                          | | [ 91 ] |
| 1995           | Crystal Carnage                       | MS-DOS                                            |                          | | [ 91 ] |
| 1995           | Ruins: Return of the Gods             | MS-DOS                                            | 3D Realms                | Після скасування проєкт було завершено компанією Lobotomy Software та видано Playmates Interactive та BMG Interactive як PowerSlave в 1996 році для ПК, PlayStation та Sega Saturn.                                                  | [ 91 ] |
| 1996           | Ravager                               | MS-DOS                                            | Apogee                   | Після скасування проєкт було завершено компанією Inner Circle Creations та видано Softdisk як Alien Rampage у 1996 році. | [ 91 ] |
| 1996           | Cyberboard Kid                        | MS-DOS                                            | Apogee                   | Після скасування проєкт було завершено компанією Reality Studios, яка випустила його в 1996 році під назвою Cyril Cyberpunk. | [ 91 ] |
| 1997           | Duke Nukem Forever                    | MS-DOS                                            | 3D Realms                | Назва «Duke Nukem Forever» була використана повторно, хоча ці ігри не мають іншого розробницького зв'язку. | [ 91 ] |
| 1997           | Blood                                 | MS-DOS                                            | Q Studios                | Спочатку за Blood наглядала 3D Realms, але в 1997 році Monolith Productions купила розробника та права на гру. Тайтл був виданий GT Interactive того ж року для ПК і MacOS.                                                          | [ 91 ] |
| 1998           | Descent: FreeSpace – The Great War    | Windows                                           | Volition                 | Спочатку 3D Realms мала бути дистриб’ютором Descent, але продала права Interplay Productions ще до виходу гри. | [ 91 ] |
| 2001           | Duke Nukem: Endangered Species Hunter | Windows                                           | Action Forms             | | [ 92 ] |
| 2003           | Duke Nukem: D-Day                     | PlayStation 2                                     | n-Space                  | Duke Nukem: D-Day планували видати Rockstar Games. | [ 93 ] |
| 2008           | Earth No More                         | Windows, PlayStation 3, Xbox 360                  | Recoil Games             | Earth No More і Prey 2 були анонсовані в 2006 році як проєкти 3D Realms, але обидва були продані Radar Group в 2008 році. Prey 2 була скасована в 2011 році, тоді як жодної інформації про Earth No More ніколи не було оприлюднено. | [ 94 ] |
| 2008           | Prey 2                                | Windows, PlayStation 3, Xbox 360                  | Human Head Studios       | Earth No More і Prey 2 були анонсовані в 2006 році як проєкти 3D Realms, але обидва були продані Radar Group в 2008 році. Prey 2 була скасована в 2011 році, тоді як жодної інформації про Earth No More ніколи не було оприлюднено. | [ 95 ] |
| 2018           | Shadow Stalkers                       | Windows, macOS, Linux, PlayStation 4              | 3D Realms, Zoom Platform | Гру анонсували у 2017 році, співвидавцем виступила 3D Realms. Відтоді жодної інформації не було оприлюднено, окрім заяви Фредеріка Шрайбера на Discord про те, що 3D Realms більше не є видавцем.                                    | [ 96 ] |
| 2021           | Rise of The Triad Remastered          | Windows, PlayStation 4, Xbox One, Nintendo Switch | Destructive Creations    | Гру було анонсовано у 2020 році співвидавцями 3D Realms і Apogee Entertainment. 3D Realms покинули проєкт у 2022 році. | [ 97 ] |